# Acolman de Nezahualcóyotl
Acolman de Nezahualcóyotl är en ort i Mexiko, och administrativ huvudort i kommunen Acolman i delstaten Mexiko. Acolman de Nezahualcóyotl ligger i den centrala delen av landet och tillhör Mexico Citys storstadsområde. Orten hade 5 572 invånare vid folkräkningen 2010.

## Galleri

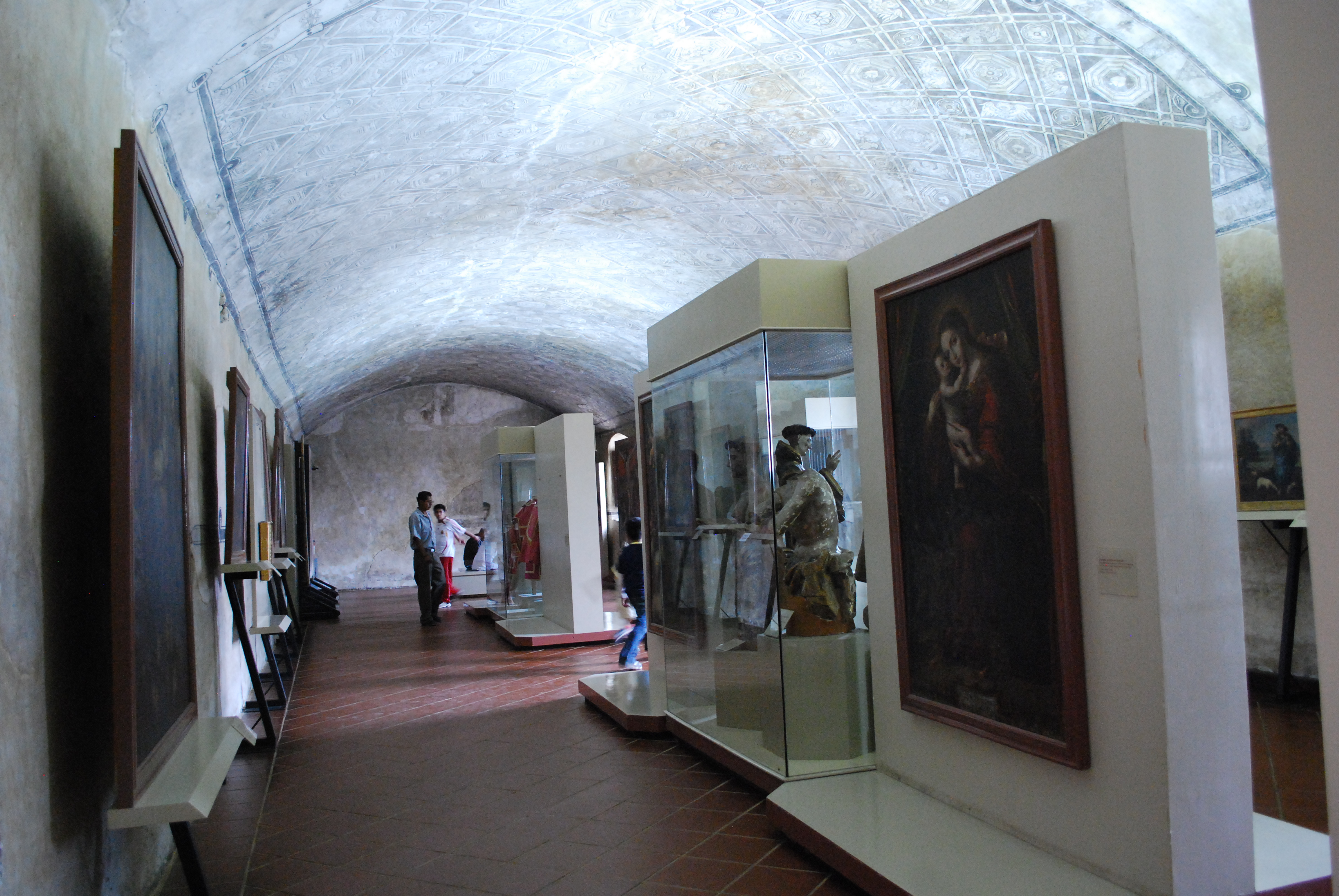
I Museo Virreinal.
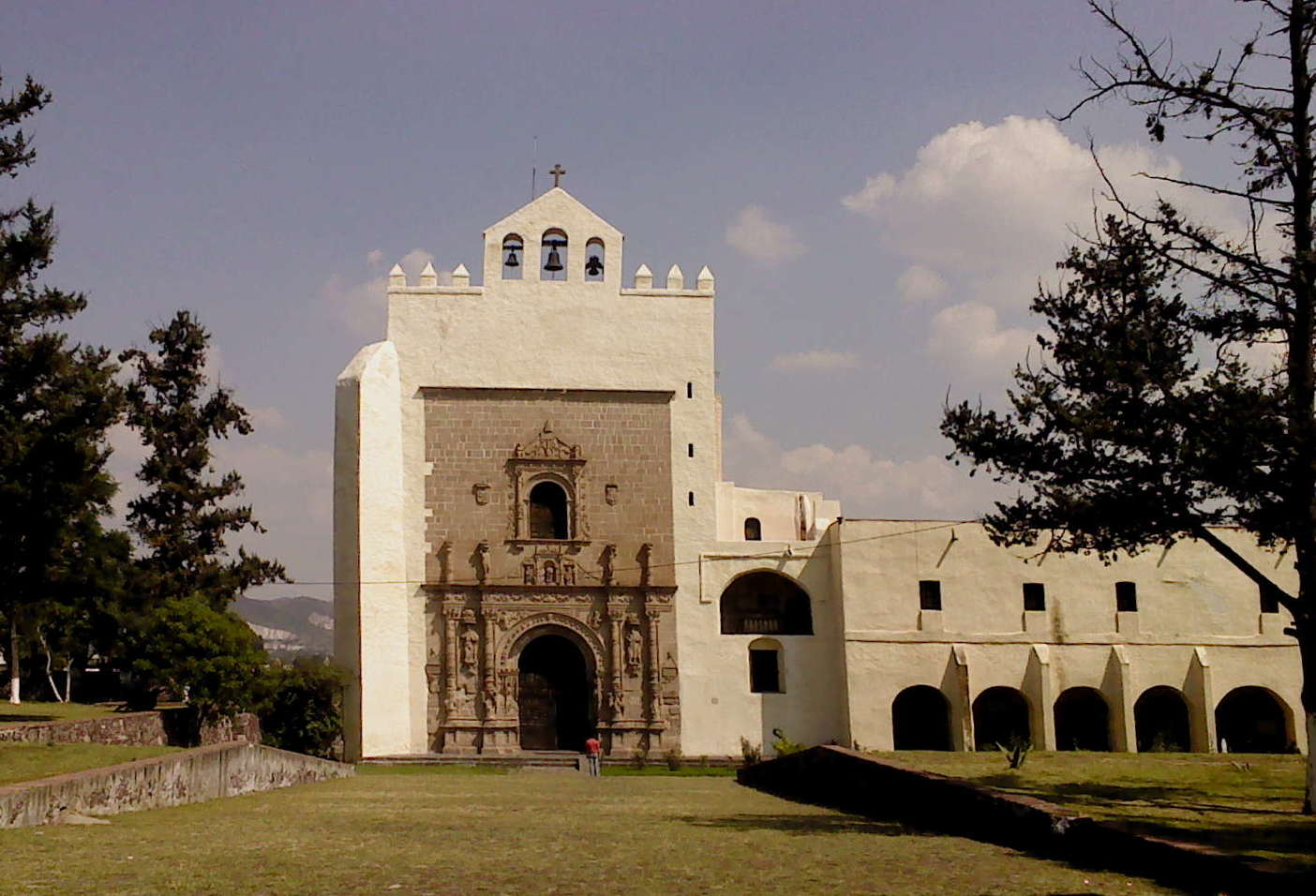
Ex convento de San Agustín.
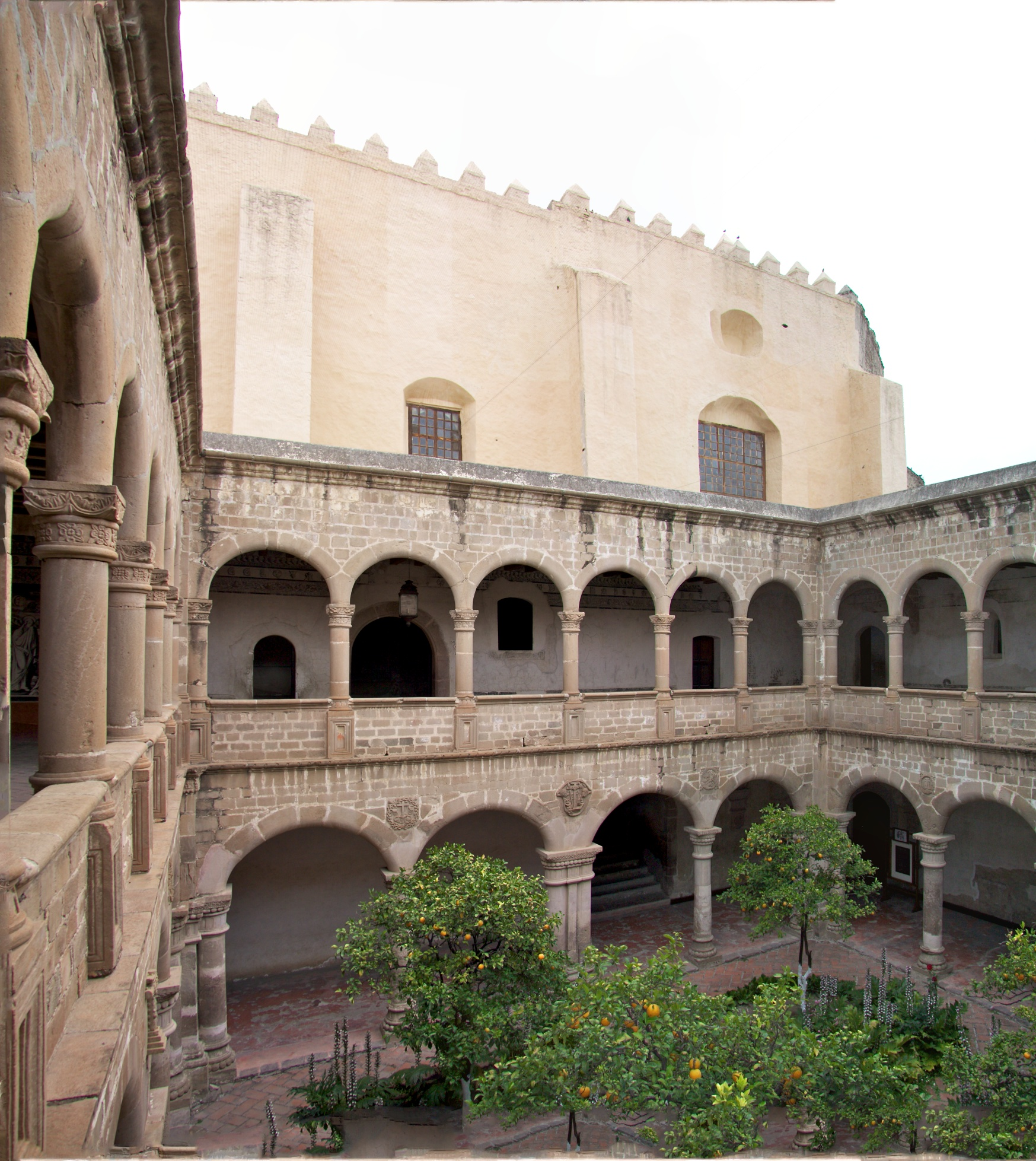
Fort, innergård.
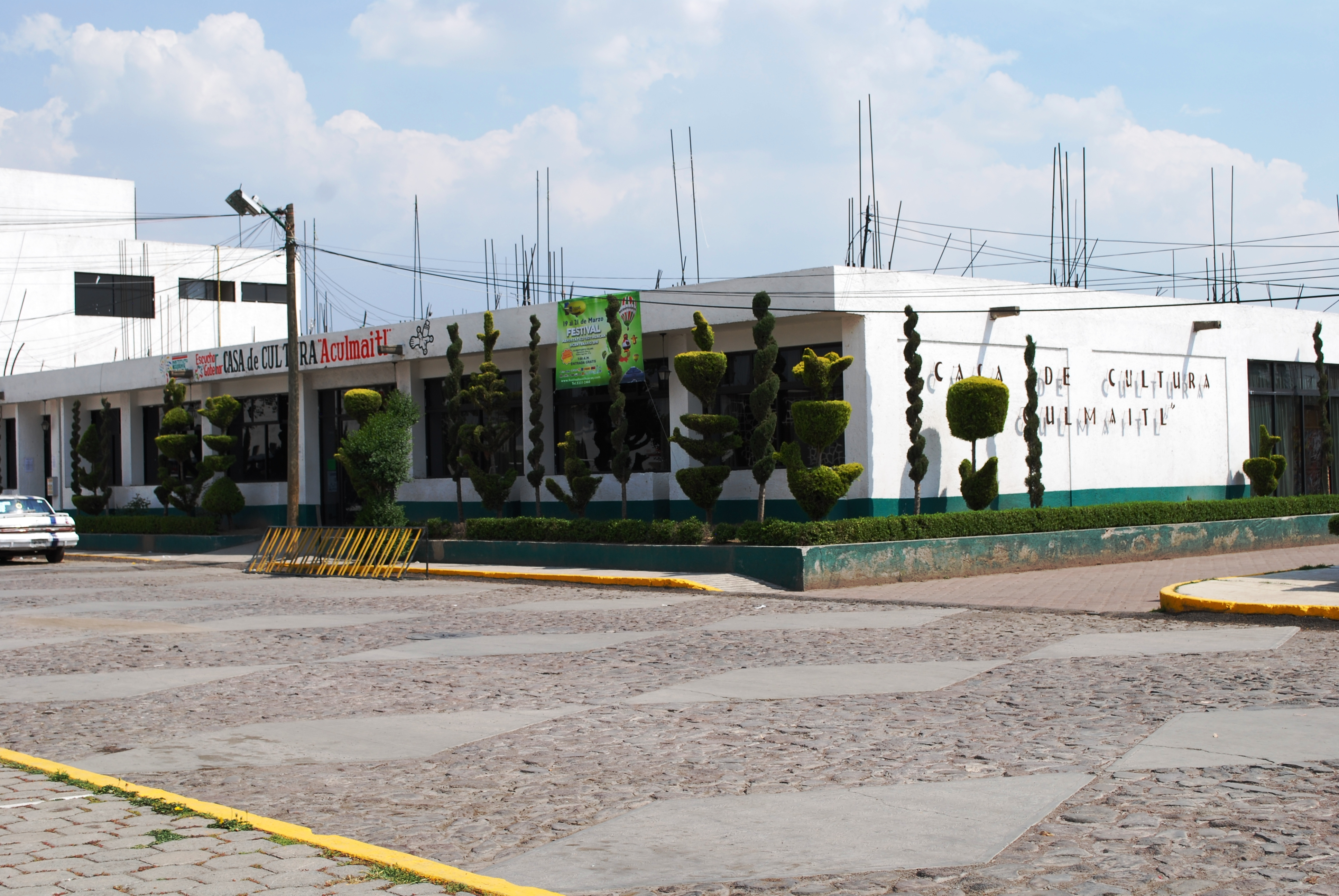
Kulturhus.